# Edward Glannon
Pour les articles homonymes, voir Glannon.
Edward John Glannon, né le 2 octobre 1911 à Pittsburgh, et mort le 28 mai 1992 à Roslyn dans l'État de New York, est un peintre américain.

## Biographie
Edward Glannon est né le 2 octobre 1911 à Pittsburgh. Il est élève de Thomas Hart Benton, Kenneth Hayes Miller et de Alexander Brook (en) à la Art Students League of New York. Il enseigne à partir de 1937 à la Fieldston School. Il meurt le 28 mai 1992 à Roslyn dans l'État de New York.

## Œuvre
- Illinois Landscape, aquarelle sur papier, 1971, Smithsonian American Art Museum